# SEAT Málaga
El SEAT Málaga (en Grecia SEAT Gredos) es un automóvil de turismo del segmento C construido por el fabricante español SEAT en Barcelona desde noviembre de 1984 hasta 1991. Su nombre viene dado por la ciudad española de Málaga, en Andalucía, y la denominación Gredos por la sierra de Gredos perteneciente al sistema Central de la península ibérica. 
Este modelo fue sucedido por el SEAT Toledo (al igual que el Málaga sustituyó en su día al 131), un automóvil con plataforma y motores de Volkswagen.

## Desarrollo y diseño
El SEAT Málaga (modelo A023) apareció en la época de transición en que SEAT finalizó sus relaciones con Fiat y antes de su toma de control por el Grupo Volkswagen, siendo junto con el Ibiza I el primer SEAT sin homólogo Fiat desde los SEAT 133 y SEAT 1200 Sport en los años 1970.
Es fruto del conocido como "acuerdo de colaboración" con Fiat por el que ésta se retiraba del accionariado de SEAT permitiendo a cambio a SEAT desarrollar modelos derivados del Fiat 127, Fiat Ritmo y  Fiat 131 hasta 1986. De ahí el uso de una plataforma preexistente, la del Fiat Ritmo (a su vez derivada de la del anterior Fiat 128, primera incursión de Fiat en el segmento de los tracción delantera bajo su marca comercial, tras la experiencia adquirida a través de los Autobianchi). 

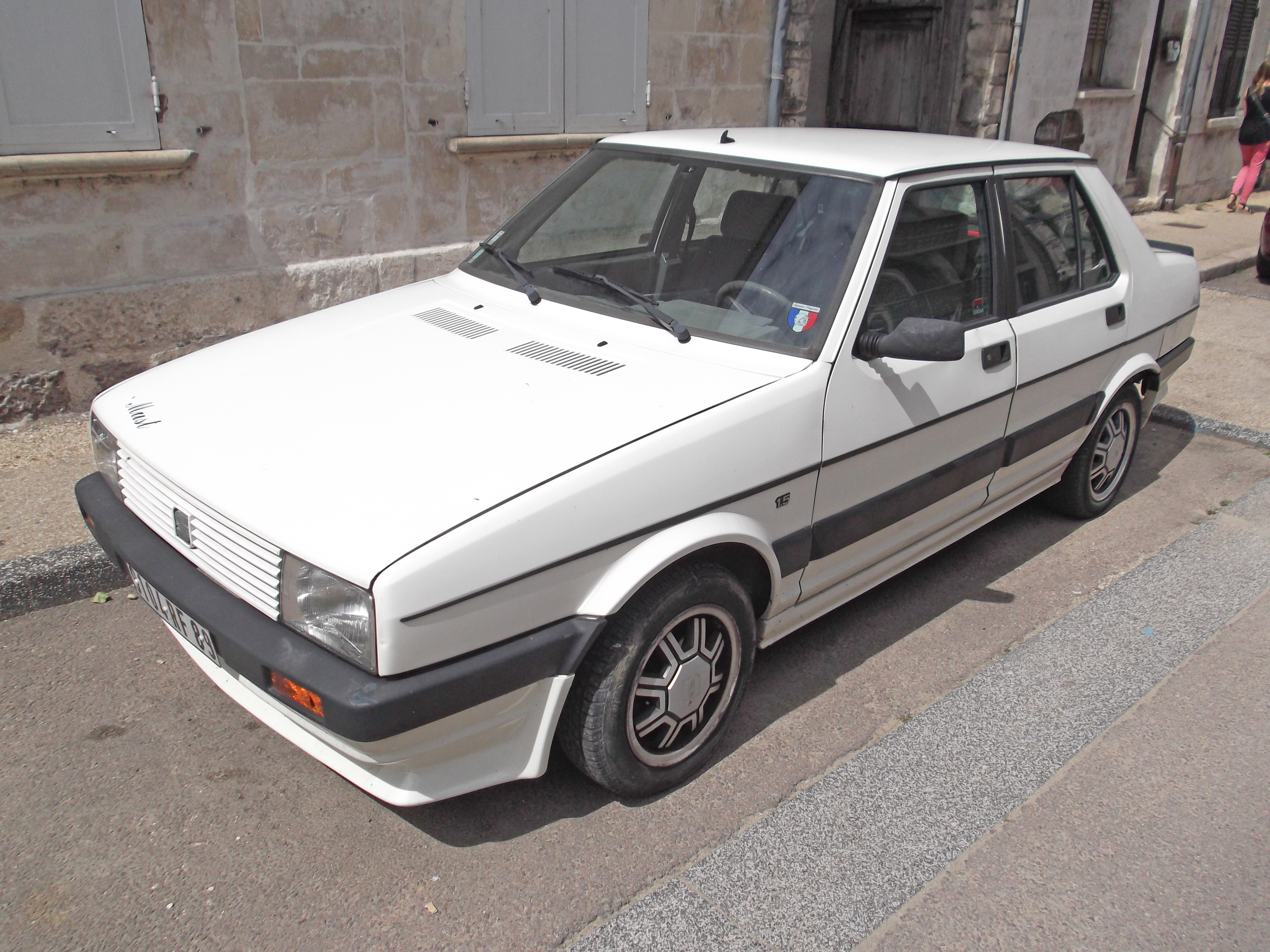
SEAT Málaga tras el último rediseño, con la parrilla color carrocería y el nuevo logo de SEAT.

SEAT, que había fabricado su propia versión del Fiat Ritmo adaptándole los motores del Fiat 124, se vio obligada por el acuerdo de colaboración a modificar el modelo con el menor costo posible en "aspectos significativos de panelería externa", tal y como rezaba el acuerdo para poder comercializarlo como SEAT Ronda. Pese a esto SEAT fue demandada ante el Tribunal de Arbitraje de París por el grupo Fiat, que consideraba esos cambios poco significativos, resultando SEAT finalmente autorizada a comercializar el modelo Ronda en todo el mundo. 
Una vez abierto el camino a los mercados exteriores con el Ronda, se emplearía la misma base bajo el proyecto S2 para el desarrollo del nuevo sedán denominado como SEAT Málaga. En un principio se planteó desarrollar también una variante familiar lo que hubiera sido el Málaga Panorama, pero se descartaría, solo se desarrollaría el sedán.
Este nuevo diseño buscaba alejarse en lo posible del Fiat Ritmo, pese a compartir gran parte de la panelería (puertas, techo, etc) con el Ronda de SEAT y con los nuevos Ritmo y Fiat Regata italianos.
De la utilización de esta plataforma derivan algunas características típicas del Málaga, como la suspensión trasera por ballestón transversal, implantación típica de Fiat desde los tiempos de los Fiat 500 y Fiat 600 o visiblemente las puertas del Fiat Ritmo, con otras manetas de diseño autóctono.
Al menos en el diseño, el automóvil causó relativamente buena impresión en 1985. Para el interior la inspiración fue claramente Lancia como ya lo había sido en el Ronda y para el exterior se buscó una imagen identificativa de marca, con un diseño similar al del nuevo modelo Ibiza que tomaba su diseño de otro descartado por Volkswagen para su Golf II. El diseño exterior fue realizado por Giorgetto Giugiaro (Italdesign), el carrocero fue Karmann y Astesa se encargó del interior. En su momento sus principales competidores fueron el Renault 9 y el Volkswagen Jetta.
En 1987 recibió un pequeño rediseño que afectó a la calandra delantera dejando su parrilla a cuadros por otra en líneas horizontales. Sin embargo, con el tiempo, al ir quedando su origen de Fiat Ritmo cada vez más lejano y debido a los avances de la competencia el automóvil empezó a quedar desfasado en comparación con los mejores automóviles de la competencia internacional: Opel Kadett, Volkswagen Jetta y Fiat Regata.
Con el Regata compartía bastidor pero Fiat continuó desarrollándolo con una profunda reestilización, mayor equipamiento y muy superior calidad de construcción, así como mecánicas mucho más competitivas, etc. Aunque el SEAT Málaga se mantenía bien compitiendo en precios bajos con otros modelos de origen lejano como los Ford Escort Mk III/Orion, etc.
Debido a esto, en 1989, para poder hacer durar un poco más al modelo hasta que le llegara un sucesor, se decidió que el Málaga recibiera una somera reestilización. Esta consistió en un cambio en los bajos de los parachoques, molduras laterales diferentes, la calandra pasó a estar pintada en color de la carrocería con un hueco para albergar el nuevo logotipo de la marca SEAT, y algunos pequeños retoques en el interior.
SEAT presentó a la cúpula de Volkswagen en 1984, sobre la plataforma ampliada del Ibiza, un prototipo llamado SEAT Mallorca que podría haber sustituido al Málaga a finales de 1989, pero fue desestimado por el grupo (no confundir el prototipo SEAT Mallorca con el derivado Hispano Alemán Mallorca que se construyó a partir de numerosos componentes de origen SEAT). En su lugar Volkswagen ofrece a SEAT retomar un proyecto abortado para sustituir a los Passat y Santana, y que quede como sustituto del SEAT Málaga pero SEAT lo rechaza por ser un coche con unas dimensiones enormes y, en lugar de esto, SEAT decide empezar desde cero con un nuevo vehículo.
SEAT llega a un acuerdo en 1986 para crear una nueva berlina en cooperación con el grupo Volkswagen. Esta quedaría lista en 1991 con el nombre de SEAT Toledo. Sin embargo, el Toledo no sería su sucesor directo ya que al nuevo modelo se le aupó para que estuviera entre los segmentos C y D, aunque realmente pertenecería al segmento C por plataforma. La producción del SEAT Málaga finalizaría en 1991 pero la comercialización de unidades no acabaría hasta 1992.
En 1993 llegaría otro nuevo modelo basado en el Ibiza de segunda generación en versión sedán llamado SEAT Córdoba, este perteneciente al segmento B, con lo cual se considera que el Málaga tiene dos sustitutos indirectos, ya que quedaría entre los modelos Toledo por la catalogación del segmento, y Córdoba por su parentesco con el Ibiza.

### Parentesco con el SEAT Ibiza
Aunque pertenecían a distintos segmentos, el SEAT Ibiza de primera generación compartía plataforma con el Málaga. El Ibiza era un subcompacto del segmento B que a diferencia de todos sus rivales utilizaba una plataforma del segmento superior procedente del Fiat Ritmo, optimizando los escasos recursos disponibles al descartar por cuestión de costes crear una nueva o aprovechar la del obsoleto 127/Fura. Para el Ibiza se modificó la carrocería por completo, siendo un automóvil más "redondo", que era el más grande de su categoría (no en vano su plataforma procedía del segmento C) y que no parecía ser el mismo automóvil que el Málaga, ya que estaba algo diferenciado aunque con rasgos de diseños similares.
Los interiores también eran distintos salvo algunos mandos (como los famosos "satélites" del volante), y el nuevo diseño exterior le permitió sobrevivir al Málaga e incluso convivir con el Toledo I, un modelo ya desarrollado en cooperación con el Grupo Volkswagen.

## Motorizaciones
Para los motores SEAT invirtió en el desarrollo recurriendo a Porsche Engineering para los motores Sigma, comercialmente conocidos como System Porsche. Inicialmente estaban disponibles con cilindradas 1.2 de 63 CV, 1.5 de 85 CV y 1.5 de inyección de 100 CV, este último aparecido con la versión Málaga Injection. También existió una exclusiva versión, potenciada en el Málaga GLX a partir de 1989, en la que su motor de 1.5 litros pasó de 85 a 90 caballos de potencia.
Como dato curioso cabe destacar la cilindrada, en el encargo de motores que SEAT realizó a Porsche venía dada la premisa de poder utilizar la maquinaria con la que SEAT ya contaba en sus instalaciones para montar dichos motores, esto dio como resultado dos cilindradas poco comunes para la época de 1.2 y 1.5.
La remotorización no llegó a las versiones diésel, donde se continuó instalando el motor Fiat de 1.714 cc y 55 CV procedente del Ritmo, a pesar de que se planteó equipar con otros motores suministrados por la italiana FNM y la propia Fiat, motorizando a los Ronda/Málaga con propulsores de gasóleo con base en motores de gasolina. De hecho, los hermanos Negri, de FNM, habían llegado meses atrás a un acuerdo de principio para suministrar a SEAT 200 unidades diarias de su compacto motor diésel de 1.366 cc (76 x 71,5 mm), que ofrecía diversas posibilidades, pues rendía 48 CV en versión atmosférica, 60 CV como Turbo, y 66 CV al añadirse al turbocompresor un intercambiador para refrigerar el aire de admisión.[cita requerida]

## Comercialización
SEAT presentó el automóvil bajo el eslogan "lo más grande de SEAT", en clara referencia al espacio de buque insignia de la marca que el Málaga tenía que ocupar, al desaparecer el SEAT 131 y años antes el SEAT 132.
Para los mercados exteriores, dado que había que dar a conocer la marca en Europa (donde no había podido exportar más que versiones comercializadas con el anagrama Fiat), se utilizó la estrategia de presentar al vehículo como "Estilo italiano, tecnología alemana e inspiración española" en referencia a Giugiaro y Porsche, que tenían que ayudar de alguna forma a la marca. Precios bajos, tamaño del maletero y un diseño interior relativamente agradable y bien equipado fueron sus único argumentos en el mercado. En cambio los acabados y la calidad, auténtico talón de Aquiles de los SEAT de transición eran inferiores a prácticamente todos sus rivales, mejorando paulatinamente en especial tras la toma de control por Volkswagen
El Málaga exportado a Grecia fue conocido como SEAT Gredos, debido a que la palabra "Málaga" suena al pronunciarse muy similar a la palabra griega μαλάκα (malaka), que significa "pajero", aunque la ciudad de Málaga se llamaba Malaka en la época fenicia y Malaca en la época romana.
Las ventas del Málaga fueron relativamente buenas en España, pero muy bajas en los mercados extranjeros, a pesar de poseer un motor System Porsche al igual que el SEAT Ibiza.

### Acabados y versiones
Los acabados eran tres:
- L-LD: estos eran los básicos de la gama, con motor de gasolina y diésel respectivamente.

- GL-GLD: estos acabados tenían algún detalle más que los acabados L y LD, como podía ser el reloj digital.

- GLX: el más completo de la gama, y aún más si se añadía la sigla «S». Entre otros elementos incluía reloj digital, aire acondicionado, dirección asistida,apoyabrazos central escamoteable en el asiento posterior, elevalunas eléctricos, indicador del nivel de líquido de frenos, tacómetro, guantera con tapa, y regulación de la posición del volante. Con la sigla «S2» tenía además indicador del nivel de aceite, cierre centralizado  y Check-Control.

Versiones y ediciones especiales del SEAT Málaga:

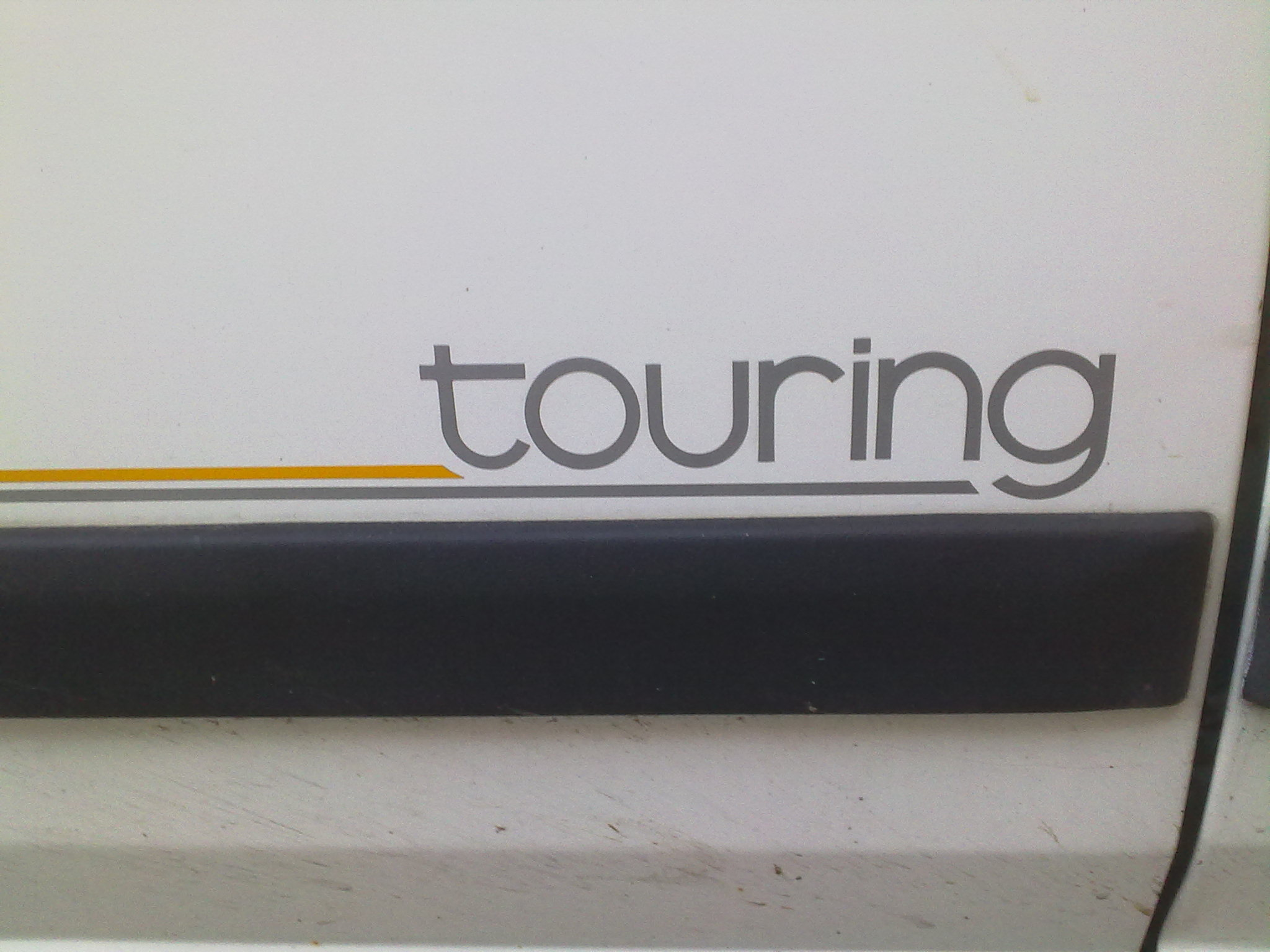
Uno de los logotipos de las versiones especiales, en este caso el Touring.

- Málaga Injection, con el motor 1.5 de inyección Bosch y 100 CV.
- Málaga Touring
- Málaga Brisa
- Málaga XL Para el mercado Europeo
- Málaga Bahía, última versión del SEAT Málaga antes de su desaparición en 1991, era simplemente el modelo GLX.
- Málaga Podadera (destacados 86) edición limitada
- Málaga Premier: estaba equipado al máximo para la época, con aire acondicionado de serie.
- Málaga "Taxi": para el sector profesional, se trataba del modelo Málaga L (el más básico en cuanto a equipamiento).

Versiones del SEAT Málaga fuera de España.
- Málaga Special  edición para Reino Unido
- Málaga S 1.5  edición para Reino Unido
- Málaga Brio  edición para Reino Unido
- Málaga Must edición para Francia 1989

## Premios y patrocinio
En 1986, el SEAT Málaga fue nombrado Coche del Año en España.
En 1986 SEAT patrocinó al equipo ciclista Orbea; SEAT utilizó el Málaga como modelo para patrocinar al equipo ciclista con un modelo decorado que portaba una baca para bicicletas.